# Cerodontha pygmaea
Cerodontha pygmaea är en tvåvingeart som först beskrevs av Johann Wilhelm Meigen 1830.  Cerodontha pygmaea ingår i släktet Cerodontha och familjen minerarflugor. Arten är reproducerande i Sverige. Inga underarter finns listade i Catalogue of Life.